# Maitreya

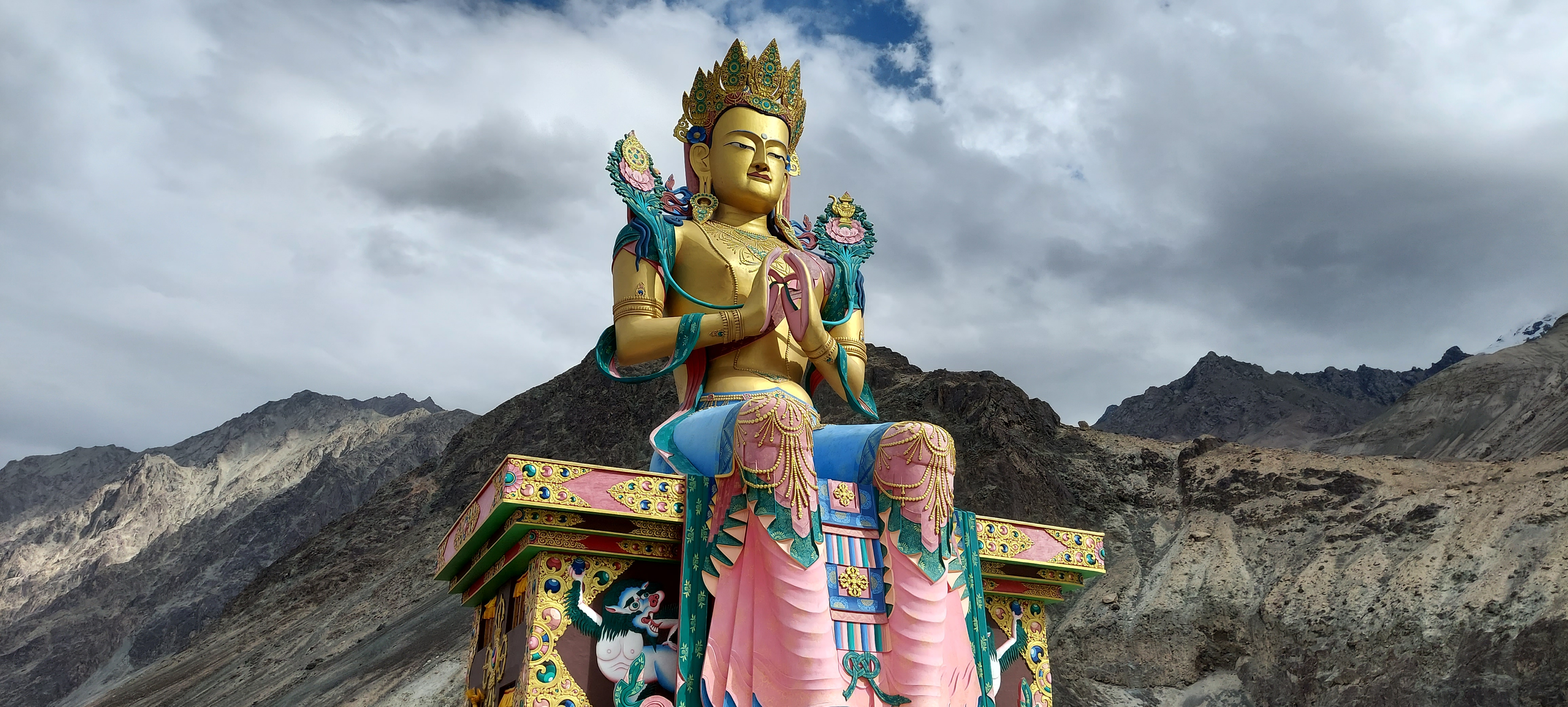
Maitreya standbeeld in Ladakh, India

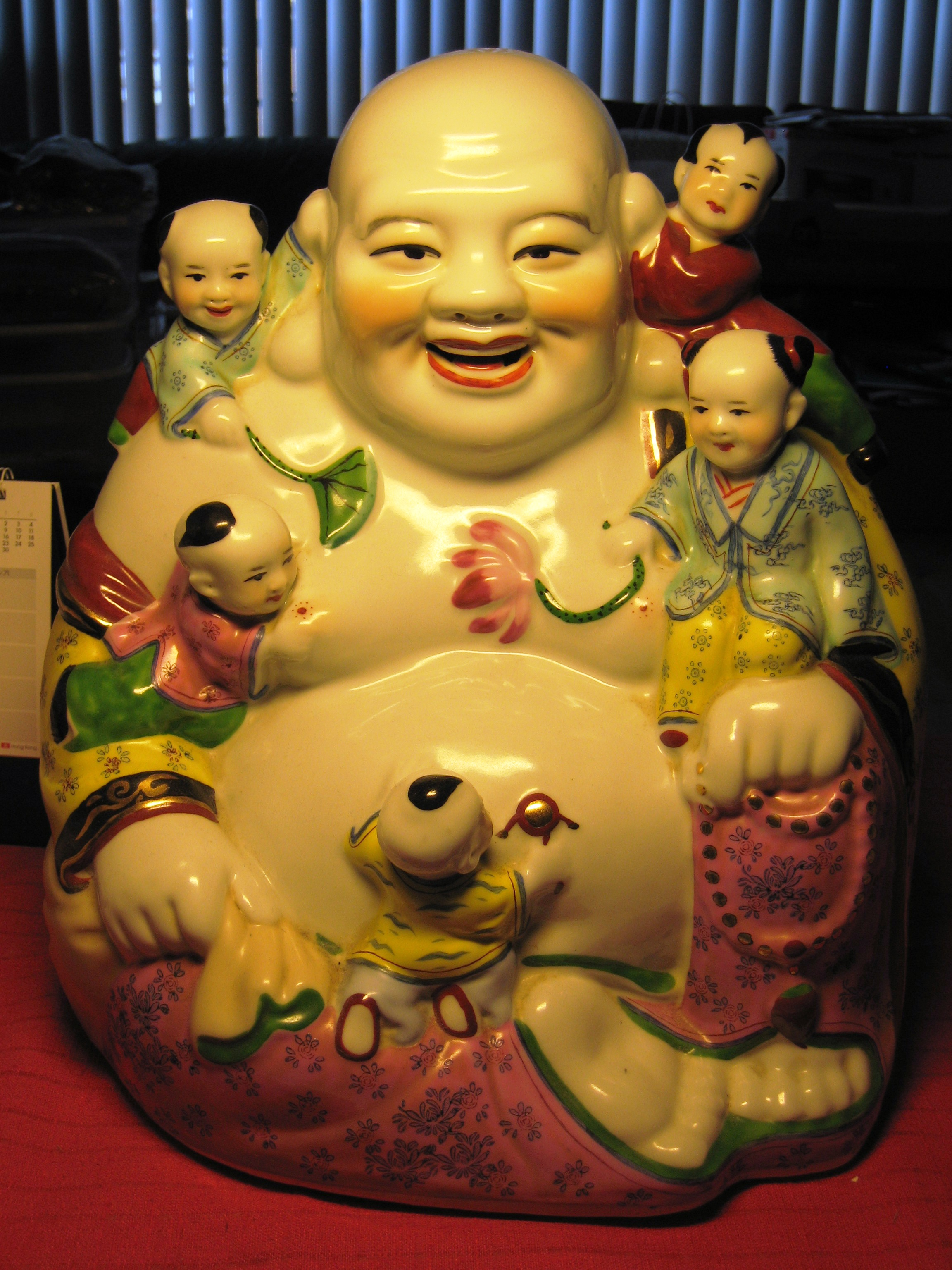
Voorbeeld van een beeldje van Maitreya dat vaak in huizen van Chinese gezinnen staat.

Maitreya (Pali: Metteyya) is binnen het boeddhisme de toekomstige Boeddha.
Maitreya is een bodhisattva, die volgens het geloof van sommige boeddhisten uiteindelijk op aarde geboren zal worden, verlichting zal bereiken en een pure dhamma zal onderwijzen. Maitreya Bodhisattva wordt de opvolger van de historische Sakyamuni Boeddha.
Hij werd het eerst genoemd in de Maitreyavyakarana, een tekst in het Sanskriet. Er zijn vele mensen geweest die zichzelf Maitreya hebben genoemd, maar geen van de personen is erkend door de boeddhistische gemeenschap.

## Karakteristieken
Maitreya zal geboren worden nadat de boeddhistische leer van Gautama Boeddha geheel vergeten is. De Maitreya zal in slechts zeven dagen de verlichting bereiken. Er worden verschillende kenmerken genoemd zoals het verkleinen van de oceanen.
Opdat de wereld de komst realiseert moeten verschillende condities worden vervuld: geschenken moeten aan monniken worden gegeven, morele voorschriften moeten worden gevolgd en offers moeten worden gemaakt bij heiligdommen.
Volgens de profetie zal de komst van de tweede Boeddha een eind aan oorlog, hongersnood en ziekte maken en een nieuwe samenleving gebaseerd op tolerantie en liefde creëren.

## Verjaardag
De verjaardag van Maitreya wordt op de eerste van de eerste maand van de Chinese kalender gevierd.
Omrekening naar de westerse kalender:
- 2009: 26 januari
- 2010: 14 februari
- 2011: 3 februari
- 2012: 23 januari
- 2013: 10 februari
- 2014: 31 januari
- 2015: 19 februari
- 2016: 8 februari
- 2020: 11 juli